# Janneke Ensing
Janneke Ensing (Gieten, Aa en Hunze, Drenthe, 21 de setembre de 1986) és una exciclista i patinadora de velocitat neerlandesa. Passà a les files professionals el 2009. Es retirà després de l'edició 2021 de la Ronde van Drenthe, que passà pel seu poble natal.

## Palmarès
- 2017
  - Vencedora d'una etapa al Boels Ladies Tour
  - Vencedora d'una etapa al Giro de Toscana-Memorial Michela Fanini
- 2018
  - Le Samyn des Dames